# Bratszk
Bratszk (oroszul: Братск) város Kelet-Szibériában, Oroszország Irkutszki területén, a Bratszki járás székhelye. Az itt épült hatalmas vízerőműről híres szibériai nagyváros, Kelet-Szibéria egyik legnagyobb ipari központja.
Lakossága: 246 319 fő (a 2010. évi népszámláláskor).

## Elhelyezkedése
Az Irkutszki terület északnyugati részén, Irkutszk területi székhelytől légvonalban 465 km-re az Angara-hegyvonulaton, az Angarán kialakított Bratszki-víztározó partján helyezkedik el. Területe 428 m², 450 m abszolút magasságban.
A Bajkál–Amur-vasútvonal nyugati szakasza mentén fekvő városnak több vasútállomása, valamint nemzetközi státusú repülőtere van. Az Angarán híd nincs, a vasútvonal és az országút a duzzasztógáton vezet keresztül. A folyón hajózsilip nem épült.
Éghajlata szélsőségesen kontinentális. A levegő évi középhőmérséklete: –2,2 °C.A januári középhőmérséklet –22,6 °C, a júliusi 18,2 °C. A csapadék mennyisége éves átlagban 406 mm. A fagymentes időszak átlagosan 94 napig tart. Sok éves átlagban az első fagyos nap szeptember 8., az utolsó június 5.

## Története
A város elődjét kozákok egy csoportja kisebb erődítményként alapította 1631-ben. Az erődítmény az Oka angarai torkolatánál, a mai várostól kb. 25 km-re állt. Neve a burját népnévből származik: a Burjatszkij-t az oroszok a hasonló hangzású Bratszkij-ra alakították át (a szó jelentése: 'testvéri').
A szovjet korszak idején, 1927-ben a falu a Bratszki járás székhelye lett. Országos jelentőségre akkor tett szert, amikor 1954-ben megszületett a határozat a Bratszki-vízerőmű létesítéséről, és a következő év nyarán a munkát ún. össz-szövetségi építkezéssé nyilvánították. Ezt megelőzte a vasútépítés: a Tajset–Bratszk vonalszakaszt először 1939–1941 között, a Gulag rabjainak erejére alapozva kezdték építeni. A háború után az építkezést a Gulag szervezeti keretében meghosszabbított útvonalon, Uszty-Kutig folytatták. A munkatáborokban az Ozerlag, másképp: 7. számú Oszobij lager, Oszoblag, illetve az az Angarlag elítéltjei dolgoztak, melynek központja Zajarszkban volt (a mai Bratszk körzetében állt település helye a víztározó feltöltésekor víz alá került). A több mint 700 km-es vonal 1951-re készült el, hivatalos átadása csak 1958-ban történt meg.
A régi Bratszk falu helye víz alá került a víztározó feltöltésekor; az új Bratszkot korábban, a régitől északra kezdték építeni. 1951-ben munkástelepüléssé nyilvánították, 1955-ben egyesítették több más településsel. 1955. december 12-én kapott városi rangot.
A város története és fejlődése összefonódott a vízerőmű, a víztározó, a nagy ipari létesítmények építésével.
- 1961-ben döntés született alumíniumgyár létesítéséről és elkezdődtek az előkészítő munkálatok; a gyár 1966-ban adott először alumíniumot.
- 1965-ben adott először cellulózt a cellulóz- és papíripari kombinát.
- 1961 nyarán kezdődött és 1967-ben ért véget a víztározó feltöltése.

1973 végén a város akkor létesített Paduni kerületéhez csatoltak több települést és a víztározó területének egy részét is. Hivatalosan igazgatási egységként csak 1980-ban hozták létre a Központi kerületet. 1999-ben a város területét újabb települések hozzácsatolásával bővítették. 2007-ben a jobb parti kerületet elérte a földgázvezeték.

## A mai város
A város számos kisebb település egyesítésével alakult ki, ezért lakónegyedei jelentős távolságra vannak egymástól. Az egyes településrészek között vagy azokon belül is fennmaradtak a tajga kisebb-nagyobb foltjai. A mikrorajonokat 3–8 emeletes panel- vagy téglaépítésű lakóházak alkotják.
Úgy is tekinthető, hogy Bratszk több település agglomerációja, mely egyetlen közigazgatási egység közös közlekedési hálózattal, de több különálló központja van. Három nagy városrésze: a Központi, a Paduni, és a Jobbparti kerület. Központi kerülete 27 mikrorajonból áll. Számos lakónegyed a víztározó partjára épült.

## Gazdaság
Bratszk az Irkutszki terület egyik legnagyobb gazdasági központja. Gazdaságában meghatározó az ipar, azon belül a nehézipar. Vezető ágazatai a villamosenergia termelés, a kohászat, valamint a fafeldolgozó-, cellulóz- és papíripar.
A város leginkább az itt létesített Bratszki-vízerőműről nevezetes, mely 1954-től 1967-ig épült. A létesítmény 4515 MW-os teljesítményével még ötven évvel megépítése után is a világ tizedik legnagyobb vízerőműve. Kezelője az Irkutszkenergo Rt, maga a duzzasztógát azonban a föderáció tulajdonában van. A gát mögött az Angara és az Oka völgyében kialakult Bratszki-víztározó a világ egyik legnagyobb területű és egyik legnagyobb befogadóképességű mesterséges tava.
A Bratszki-vízerőműn kívül a városban két hőerőmű termel villamosenergiát, továbbá hőenergiát és meleg vizet. Az egyiket a fafeldolgozó kombinát területén és céljaira, a másikat a vízerőmű építőinek, valamint Padun és Energetyik települések ellátására létesítették még az 1960-as évek elején. Ezeket is az Irkutszkenergo Rt működteti.
A jobb parti városrésztől kb. 20 km-re gázkondenzát lelőhelyet tártak fel. Ebből a forrásból egyelőre csak a jobb parti városrész fogyasztóihoz épült ki gázvezeték.
A Bratszki Aluminiumgyár a város legnagyobb iparvállalata. A Ruszal holdinghoz tartozó könnyűfémkohászati gyár az országban megtermelt alumínium kb. 30%-át adja. Legnagyobb részét exportálják. Az alumíniumgyártás rendkívül villamosenergia-igényes ágazat, a Bratszki-vízerőmű termelésének döntő hányadát éppen ez a vállalat használja fel.
A vaskohászat itteni legjelentősebb vállalata a Bratszki Vasötvözetgyár. Kelet-Szibéria legnagyobb ferroszilicium gyártója, ezt a termékét az acélgyártásban használják fel. A Szovjetunió felbomlása után a vállalat levált az aluminiumgyártól, majd a Mecsel (az egyik legnagyobb orosz bányászati és kohászati holding) tulajdonába került.
Szintén vezető iparág az Angara-vidék erdeinek gazdag faállományát hasznosító fafeldolgozóipar. Bratszkban a fafeldolgozás teljes ciklusa épült ki a fűrészüzemektől, a faanyag mechanikai feldolgozásától a cellulóz- és papírgyártásig és a faipari termékek előállításáig. A fafeldolgozó holding és az annak leányvállalataként működő Cellulóz- és Kartonkombinát az Ilim cégcsoport (Gruppa Ilim, az oroszországi cellulóz- és papíripar vezető társasága) része. Az oroszországi cellulóztermelés több mint 20%-át a bratszki kombinátban állítják elő.
A városhoz tartozó területen jelentős konyhasóbánya működik. Az 1460 m mélyről felszínre hozott sót a város nagy vegyipari üzeme dolgozza fel. A klórgyárat 1975-ben kezdték építeni, hogy ellássa a kombinátot klórral, marónátronnal és más vegyipari termékkel. 2007-ben a cég részvényeinek 100%-át az Ilim  cégcsoport szerezte meg.
A nagy építkezések idején vezető szerepet betöltött építőipari mamutvállalat (Bratszkgeszsztroj) az 1990-es válságos években sok kisebb vállalkozásra esett szét. Ugyancsak válságos helyzetbe jutott az egykori szovjet gépipar egyik óriása (Szibtyeplomas), mely kazánokat, fűtőberendezéseket készített Szibéria és a Távol-Kelet városai, ipari létesítményei számára. Sok évtizede üzemel a városban a Bratszki Fémszerkezetek Gyára (elődjét 1956-ban alapították).
Helyi jelentőségűek, de a város életének kiemelt szereplői az élelmiszeripari üzemek: kenyérgyárak, húsipari és tejfeldolgozó üzemek, üdítőitalgyár, stb.

## Közlekedés
A folyón épített gáton vezet át a Tajset–Uszty-Kut vasútvonal (a BAM nyugati szakasza), melynek a városban több állomása van.
- Anzjobi (Анзёби) – a Központi kerülettől kb. 15 km-re
- Padunszkije Porogi (Падунские Пороги) – a Paduni kerület állomása
- Gidrosztroityel (Гидростроитель) – a Jobbparti kerület állomása.

A nagy iparvállalatok saját vonalszakaszokkal és terminállal rendelkeznek. A vasút különösen fontos szállítási útvonal, mely állandó és gyors összeköttetést biztosít az Irkutszki terület és az ország központi részeivel.
A Bratszki-víztározó kialakításával megszűntek a hajózás akadályai, így a nyári idényben vízi úton is elérhetők az irkutszki ipari körzet és szénmedence városai. A mellékfolyók nagy fakitermelő vidékeiről vízen szállítanak nyersanyagot a fafeldolgozóipar számára.
Közúti szállítási útvonal vezet: nyugat felé Tajsetbe (a transzszibériai vasútvonal állomása); dél felé Tulunba és azon át Irkutszkba; kelet felé Uszty-Kutba (kereskedelmi kikötő a Lénán) és az északabbra fekvő Uszty-Ilimszkbe. Távolságok: 
- Irkutszk vasúton 962 km, országúton 623 km
- Tajset vasúton 293 km, országúton 505 km (a Csunszkij–Vihorevka útszakasz befejezetlen)
- Uszty-Kut vasúton 430 km, országúton 369 km
- Uszty-Ilimszk országúton 260 km
- Tulun országúton – 225 km

A repülőtér a vízerőműtől néhány kilométerre északnyugatra, 491 m tengerszint feletti magasságban terül el. Gépkocsival a központi és a jobb parti városrésztől kb. fél óra alatt, a paduni városrésztől tíz perc alatt érhető el.
A városi közlekedés megszervezését nehezíti a széteső, egymástól gyakran több tíz kilométerre elhelyezkedő negyedből, településből, ipari zónából álló városszerkezet. A közösségi közlekedés fő eszköze az autóbusz és az iránytaxi, valamint a központi kerületben a trolibusz is. Az első trolibuszjáratot 1975-ben indították el, jelenleg (2015-ben) öt trolibuszvonal üzemel.

## Kultúra, felsőoktatás
A Bratszki Állami Egyetem ebben a szervezeti formában 2004 óta áll fenn. Az elődjének tekintett első főiskolai filiálét 1957-ben alapították. Később ipari főiskola (1980), majd műszaki egyetem lett (1999).
A legnagyobb kulturális létesítmények egyike, a színházi- és koncertközpont 1982-ben épült. 1989 óta Bratszk-ART néven működik, lényegében kulturális központ, sok gyermekelőadással és állandó bábszínházzal. Néhány éven át a színháznak is otthont adott.
A Művészetek Palotája (1991) regionális művészeti fesztiválok, központi városi rendezvények helyszíne. Saját állandó ének-, tánc- és népi együttesei vannak.
A város színházát 1986-ban alapították. Tíz éven át a Bratszkhoz tartozó Padun település egyik átalakított helyiségében tartotta előadásait. Az 1990-es évek végén áthelyezték a Központi kerületbe, ahol a régi mozi átalakításával 2003-ban jutott állandó épülethez.

### Múzeumok
- Az Angara-vidék meghódításának történetét bemutató egyesített városi múzeumot 1990-ben alapították. Legfontosabb gyűjteményei: evenki néprajzi, orosz néprajzi, régészeti, valamint a Gulag fotó-, tárgyi- és dokumentumgyűjteménye. A szervezetileg a múzeumhoz tartozik a politikai száműzetések történetét bemutató múzeum, mely V. V. Rjabikov emlékmúzeum néven nyílt meg 1990-ben.[11]
- „Angarai falu” – skanzen
- Képzőművészeti kiállítóterem